# Germany's Next Topmodel
 (février 2021).
La mise en forme du texte ne suit pas les recommandations de Wikipédia : il faut le « wikifier ».
Les points d'amélioration suivants sont les cas les plus fréquents :
- Les titres sont pré-formatés par le logiciel. Ils ne sont ni en capitales, ni en gras.
- Le texte ne doit pas être écrit en capitales (les noms de famille non plus), ni en gras, ni en italique, ni en « petit »…
- Le gras n'est utilisé que pour surligner le titre de l'article dans l'introduction, une seule fois.
- L'italique est rarement utilisé : mots en langue étrangère, titres d'œuvres, noms de bateaux, etc.
- Les citations ne sont pas en italique mais en corps de texte normal. Elles sont entourées par des guillemets français : « et ».
- Les listes à puces sont à éviter, des paragraphes rédigés étant largement préférés. Les tableaux sont à réserver à la présentation de données structurées (résultats, etc.).
- Les appels de note de bas de page (petits chiffres en exposant, introduits par l'outil «  Source ») sont à placer entre la fin de phrase et le point final[comme ça].
- Les liens internes (vers d'autres articles de Wikipédia) sont à choisir avec parcimonie. Créez des liens vers des articles approfondissant le sujet. Les termes génériques sans rapport avec le sujet sont à éviter, ainsi que les répétitions de liens vers un même terme.
- Les liens externes sont à placer uniquement dans une section « Liens externes », à la fin de l'article. Ces liens sont à choisir avec parcimonie suivant les règles définies. Si un lien sert de source à l'article, son insertion dans le texte est à faire par les notes de bas de page.
- La présentation des références doit suivre les conventions bibliographiques. Il est recommandé d'utiliser les modèles {{Ouvrage}}, {{Chapitre}}, {{Article}}, {{Lien web}} et/ou {{Bibliographie}}. Le mode d'édition visuel peut mettre en forme automatiquement les références.
- Insérer une infobox (cadre d'informations à droite) n'est pas obligatoire pour parachever la mise en page.

Pour une aide détaillée, merci de consulter Aide:Wikification.
Si vous pensez que ces points ont été résolus, vous pouvez retirer ce bandeau et améliorer la mise en forme d'un autre article.
Germany’s Next Topmodel est une émission de téléréalité allemande diffusée sur la chaîne de télévision ProSieben, à partir de janvier 2006
L'émission est un concours de beauté animé par Heidi Klum. Afin de trouver la future mannequin. Elle est également juge principale et productrice exécutive de l'émission.

## Format
Chaque année, la saison comprend entre 10 et 17 épisodes et commence avec 12 à 30 candidats. À chaque épisode, un concurrent est éliminé, bien qu'une double ou triple élimination ou aucune élimination n'ait été donnée par consensus du jury.
Les relookings sont administrés aux concurrents au début de la compétition (généralement après la première ou la deuxième élimination de la finale).

## Jury
| Saisons | Juges      | Juges                  | Juges                | Juges                | Juges |
| ------- | ---------- | ---------------------- | -------------------- | -------------------- | ----- |
| 1       | Heidi Klum | Peyman Amin            | Bruce Darnell        | Armin Morbach        |       |
| 2       | Heidi Klum | Peyman Amin            | Bruce Darnell        | Boris Entrup (de)    |       |
| 3       | Heidi Klum | Peyman Amin            | Rolf Scheider (de)   | Rolf Scheider (de)   |       |
| 4       | Heidi Klum | Peyman Amin            | Rolf Scheider (de)   | Rolf Scheider (de)   |       |
| 5       | Heidi Klum | Kristian Schuller (de) | Qualid Ladraa        | Qualid Ladraa        |       |
| 6       | Heidi Klum | Thomas Hayo            | Thomas Rath (de)     | Thomas Rath (de)     |       |
| 7       | Heidi Klum | Thomas Hayo            | Thomas Rath (de)     | Thomas Rath (de)     |       |
| 8       | Heidi Klum | Thomas Hayo            | Enrique Badulescu    | Enrique Badulescu    |       |
| 9       | Heidi Klum | Thomas Hayo            | Wolfgang Joop        | Wolfgang Joop        |       |
| 10      | Heidi Klum | Thomas Hayo            | Wolfgang Joop        | Wolfgang Joop        |       |
| 11      | Heidi Klum | Thomas Hayo            | Michael Michalsky    | Michael Michalsky    |       |
| 12      | Heidi Klum | Thomas Hayo            | Michael Michalsky    | Michael Michalsky    |       |
| 13      | Heidi Klum | Thomas Hayo            | Michael Michalsky    | Michael Michalsky    |       |
| 14      | Heidi Klum | Pas de Juges invités   | Pas de Juges invités | Pas de Juges invités |       |
| 15      | Heidi Klum | Pas de Juges invités   | Pas de Juges invités | Pas de Juges invités |       |
| 16      | Heidi Klum | Pas de Juges invités   | Pas de Juges invités | Pas de Juges invités |       |

## Juges invités
- Bill Kaulitz
- Massimo Sinató
- Thierry Mugler
- Lena Gercke
- Rebecca Mir
- Bar Refaeli

## Apparitions des vedettes en finale
- Saison 1 : Mary J. Blige
- Saison 2 : Marquess, Monrose
- Saison 3 : Seal, Monrose
- Saison 4 : Queensberry, a-ha, Milow
- Saison 5 : Kylie Minogue, Katy Perry, Monrose, Silversun Pickups
- Saison 6 : Lady Gaga, Keri Hilson, Caro Emerald
- Saison 7 : Gossip, Ivy Quainoo, Maroon 5, Justin Bieber
- Saison 8 : Psy, Robin Thicke, Bruno Mars
- Saison 9 : Rita Ora, Ed Sheeran
- Saison 10 , Partie 1. Finale : Jason Derulo (Olly Murs, (Kygo et Lena Meyer-Landrut,  n'a pas eu lieu en raison de la résiliation)
- Saison 10, Partie  2. Finale : Kygo
- Saison 11 : will.i.am ft. Pia Mia, Nick Jonas, Jay Sean ft. Sean Paul
- Saison 12 : Robin Schulz ft. James Blunt, Beth Ditto, Helene Fischer
- Saison 13 : Shawn Mendes, Cro, Rita Ora, Wincent Weiss
- Saison 14:  Taylor Swift, Jonas Brothers, Ellie Goulding, Tokio Hotel
- Saison 15 : à cause de la pandémie de la COVID-19, il n'y a pas eu de spectacles en direct de l'émission

## Générique
- saison 1 : Nasty Girl de The Notorious B.I.G.
- saison 2 : Hit Me Up de Gia Farrell
- saison 3 : Amazing de Seal
- saison 4 : Circus de Britney Spears
- saison 5 : Fight For This Love de  Cheryl
- saison 6 : Girls Beautiful de Sean Kingston
- saison 7: Turn Me On de Kevin Lyttle
- saison 8 : Scream & Shout de Will.i.am ft. Britney Spears
- saison 9 : It Should Be Easy de Britney Spears
- saison 10 : What I Did for Love de David Guetta
- saison 11 : In the Nightde The Weekend et Work de Rihanna
- saison 12 : 24K Magic de Bruno Mars
- saison 13 : The One (I Want to Know) de Majid Jordan
- saison 14 : Melancholic Paradise de Tokio Hotel
- saison 15 : Look at Her Now de Selena Gomez
- saison 16 : White Lies de Tokio Hotel ft. VIZE
- saison 17 : Chai Tea de Heidi Klum ft. Snoop Dogg